# Шраб-Оук (Нью-Йорк)
Шраб-Оук (англ. Shrub Oak) — переписна місцевість (CDP) в США, в окрузі Вестчестер штату Нью-Йорк. Населення — 2143 особи (2020).

## Географія
Шраб-Оук розташований за координатами 41°19′43″ пн. ш. 73°49′46″ зх. д. / 41.32861° пн. ш. 73.82944° зх. д. (41.328528, -73.829416).  За даними Бюро перепису населення США в 2010 році переписна місцевість мала площу 4,16 км², з яких 4,09 км² — суходіл та 0,07 км² — водойми.

## Демографія
Згідно з переписом 2010 року, у переписній місцевості мешкало 2011 осіб у 760 домогосподарствах у складі 541 родини. Густота населення становила 483 особи/км².  Було 788 помешкань (189/км²).
Расовий склад населення:
| - 89,0 % — білих - 3,4 % — чорних або афроамериканців - 3,1 % — азіатів - 1,7 % — осіб інших рас |

До двох чи більше рас належало 2,7 %. Частка іспаномовних становила 10,9 % від усіх жителів.
За віковим діапазоном населення розподілялося таким чином: 23,1 % — особи молодші 18 років, 60,9 % — особи у віці 18—64 років, 16,0 % — особи у віці 65 років та старші. Медіана віку мешканця становила 43,8 року. На 100 осіб жіночої статі у переписній місцевості припадало 89,2 чоловіків;  на 100 жінок у віці від 18 років та старших — 86,9 чоловіків також старших 18 років.
Середній дохід на одне домашнє господарство  становив 87 289 доларів США (медіана — 73 054), а середній дохід на одну сім'ю — 104 767 доларів (медіана — 80 859). Медіана доходів становила 61 116 доларів для чоловіків та 54 351 долар для жінок. За межею бідності перебувало 0,4 % осіб, у тому числі 0,0 % дітей у віці до 18 років та 0,0 % осіб у віці 65 років та старших.
Цивільне працевлаштоване населення становило 975 осіб. Основні галузі зайнятості: освіта, охорона здоров'я та соціальна допомога — 39,9 %, мистецтво, розваги та відпочинок — 13,9 %, транспорт — 13,8 %.